# Palazzo Zucchini
Palazzo Zucchini è un palazzo di Faenza della metà dell'Ottocento, situato in corso Mazzini 85.

## Storia e descrizione
Nel 1865 il Conte Luigi Zucchini incaricò l'architetto ingegnere Antonio Zannoni d'edificare un nuovo palazzo in luogo di due delle preesistenti case di famiglia. L'edificio si eleva per quattro piani e presenta una facciata a sette assi di finestre con portone centrale, sormontato da balcone. Il piano terra è scandito da sei arcate, le finestre del primo piano nobile sono timpanate, mentre i due piani superiori sono legati da un ordine gigante di lesene corinzie che sorreggono un elaborato fregio decorato con una serie di geni alati portanti lo stemma di famiglia: un delfino sul mare sormontato da tre stelle d'oro. 
Dal 1881 al 1884, dimorò nel palazzo Giuseppe Cesare Abba. Il Conte Carlo Zucchini vi ospitò nel 1905 Don Romolo Murri e, negli anni della costituzione del Partito Popolare Italiano, fu da lui più volte ospitato l'amico Don Luigi Sturzo. 
Nel 1945 il Comune di Faenza volle porre sulla facciata una targa per ricordare l'instancabile opera politica del Conte Carlo.

## Famiglia
La nobile famiglia Zucchini (in antico “Dalfini/Delfini”), giunse a Faenza da Bologna alla metà del XVI secolo. Essa annovera priori, letterati, giureconsulti, nonché numerosi ecclesiastici, in particolare dell'ordine domenicano. 
Il Conte Carlo seniore, fu stimato gonfaloniere di Faenza dal 1821 al 1823 e dal 1836 al 1838. Il fratello Conte Giovanni Zucchini, Guardia d'Onore del Viceré d’Italia, fu Membro del Comitato di Governo delle Romagne in occasione dei moti del 1831; i suoi figli Giuseppe e Giacomo combatterono da Ufficiali della 4ª Brigata dei Volontari Pontifici nel 1848 le battaglie di Cornuda e di Vicenza contro gli austriaci, mentre il loro fratello Vincenzo partecipò agli eventi della Repubblica Romana e fu alla difesa di Roma dai francesi il 30 aprile 1849. Il Conte avvocato Vincenzo Zucchini fu consultore di Legazione a Ravenna e nel 1857 sposò la nobile forlivese Eleonora Fronticelli Baldelli. Il loro figlio Conte avvocato Carlo Zucchini (1862-1928), da cui l'attuale discendenza, è stato il grande promotore dell'associazionismo cattolico nelle Romagne. Con il Conte Giovanni Acquaderni, fu tra i fondatori del Credito Romagnolo e del quotidiano nazionale L'Avvenire d'Italia. Nel 1899 fondò con altri amici il periodico settimanale “Il Piccolo”, organo locale dell'Azione Cattolica. Nel 1905 fonda la Casa del Popolo, sede delle associazioni cattoliche faentine. Nel 1916 il Papa Benedetto XV lo nomina presidente dell'Unione Economico e Sociale. Tra i fondatori del Partito Popolare Italiano nel 1919, venne eletto nelle sue file come parlamentare per due legislature, fino alle elezioni del 1924 dove scelse di non ripresentarsi. Suo figlio Conte avvocato Antonio Zucchini fu Sindaco popolare di Faenza dal 1920 al 1923, costretto alle dimissioni dalla violenza dei fascisti. Dal 1945 fino alla morte nel 1971 fu un attivo esponente della Democrazia Cristiana.

## Altre immagini

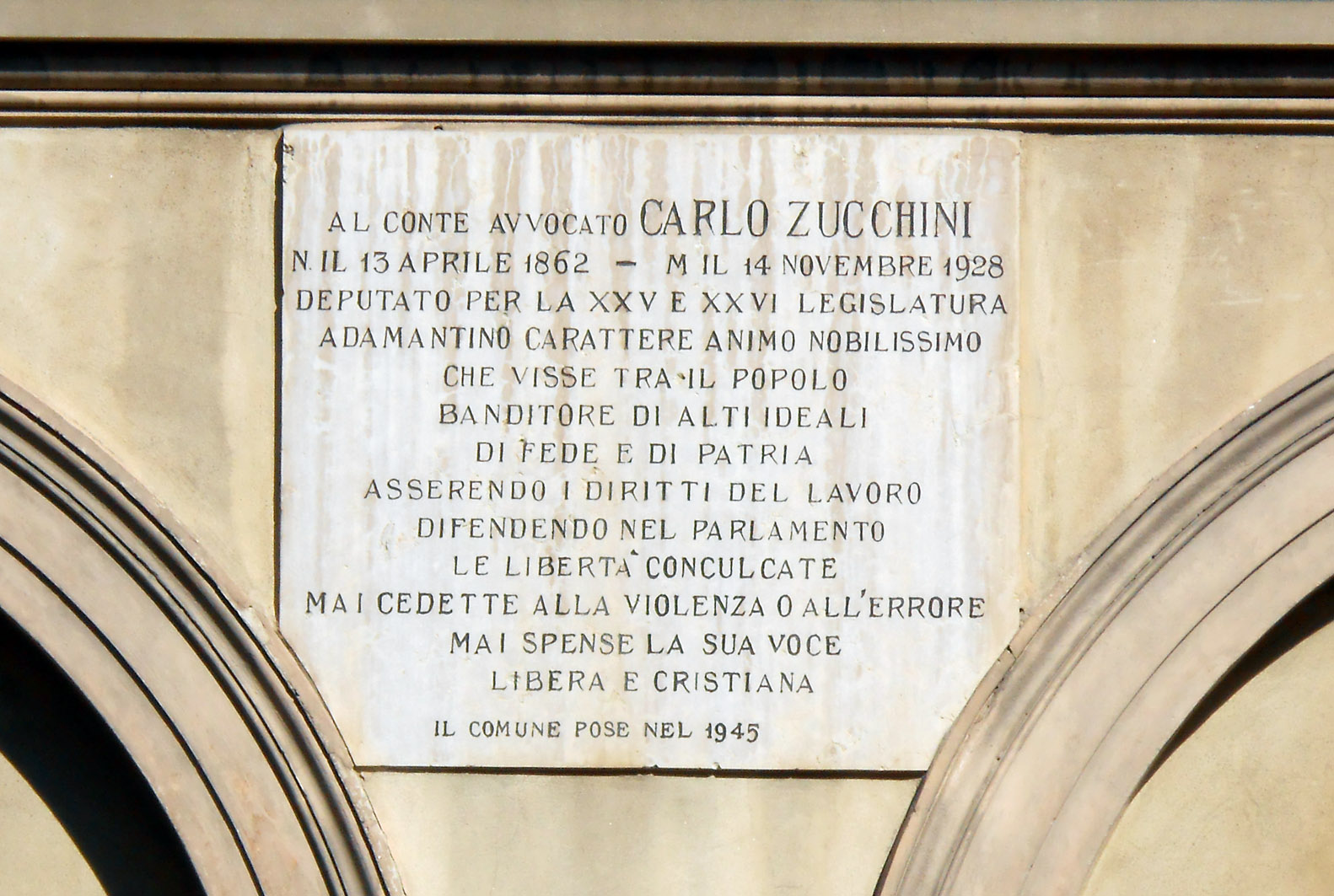
Targa dedicata al Conte Carlo Zucchini
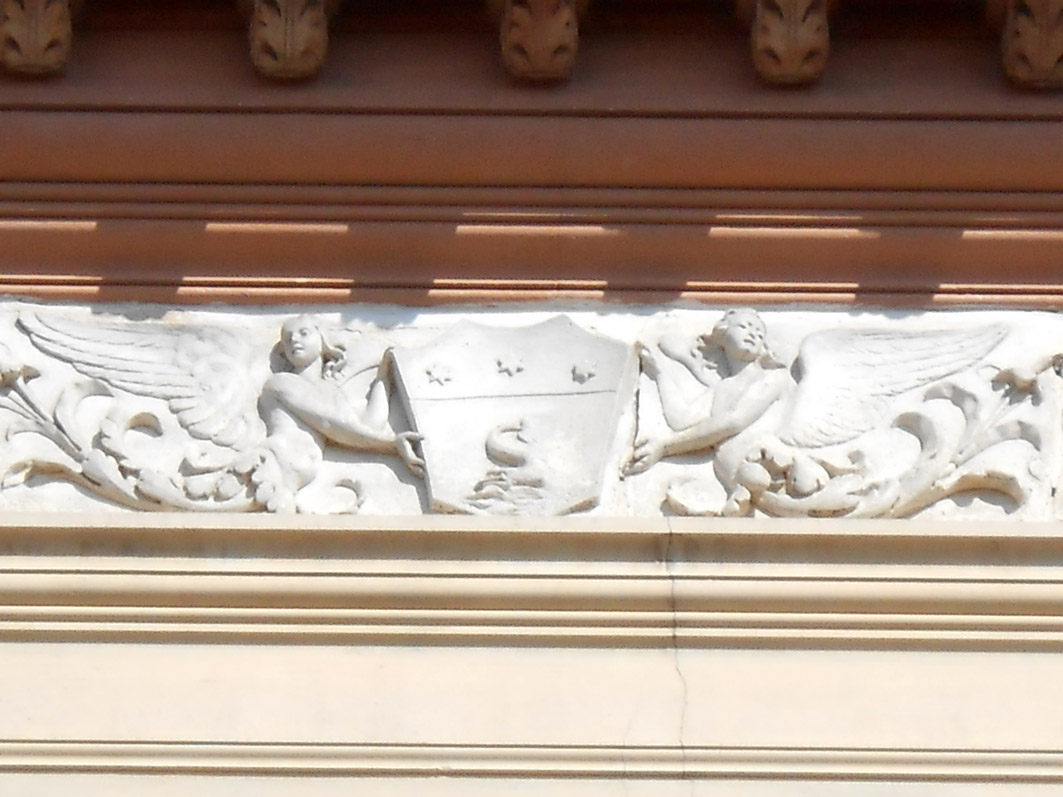
Stemma Zucchini nel fregio del cornicione
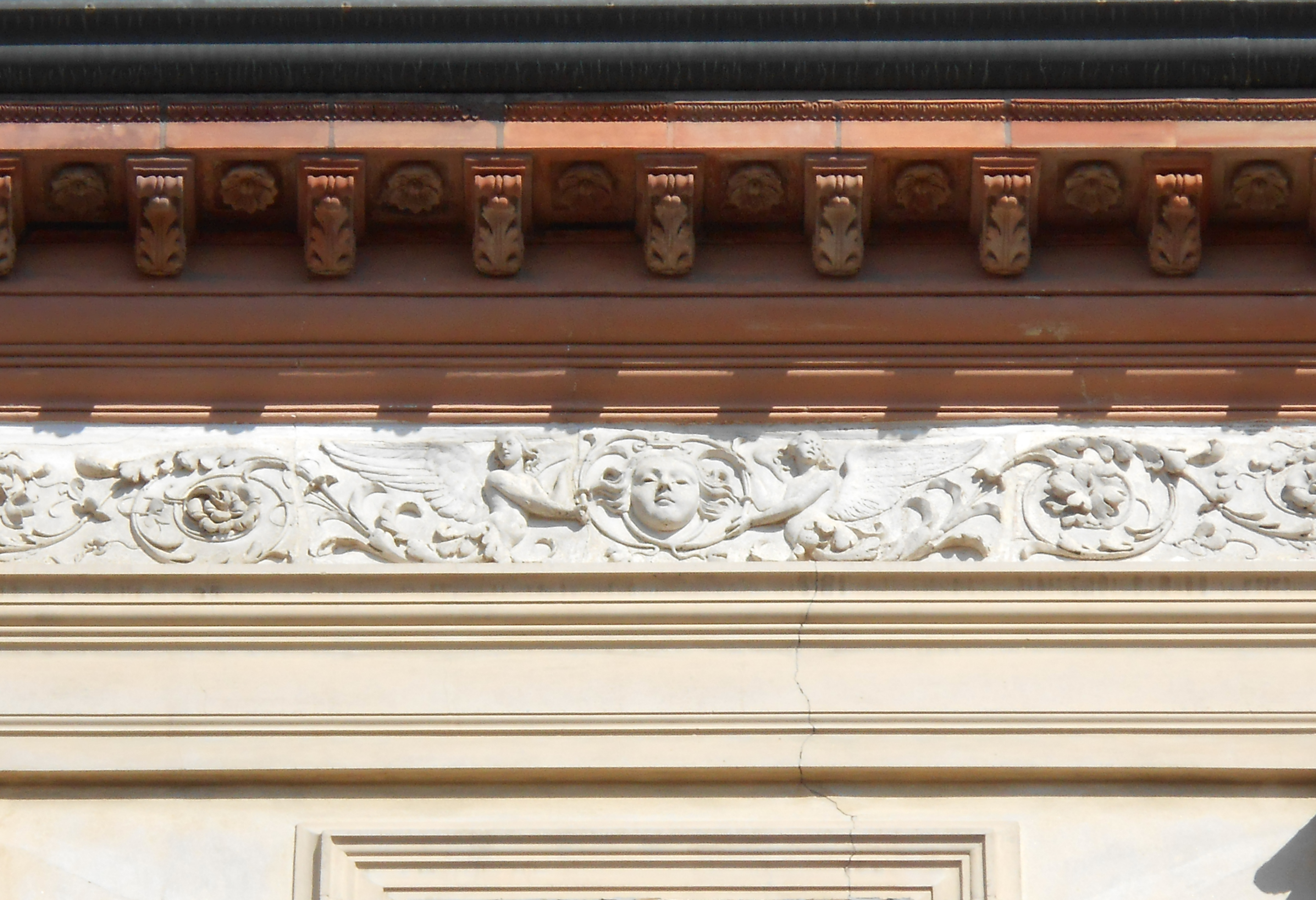
Particolare del fregio del cornicione
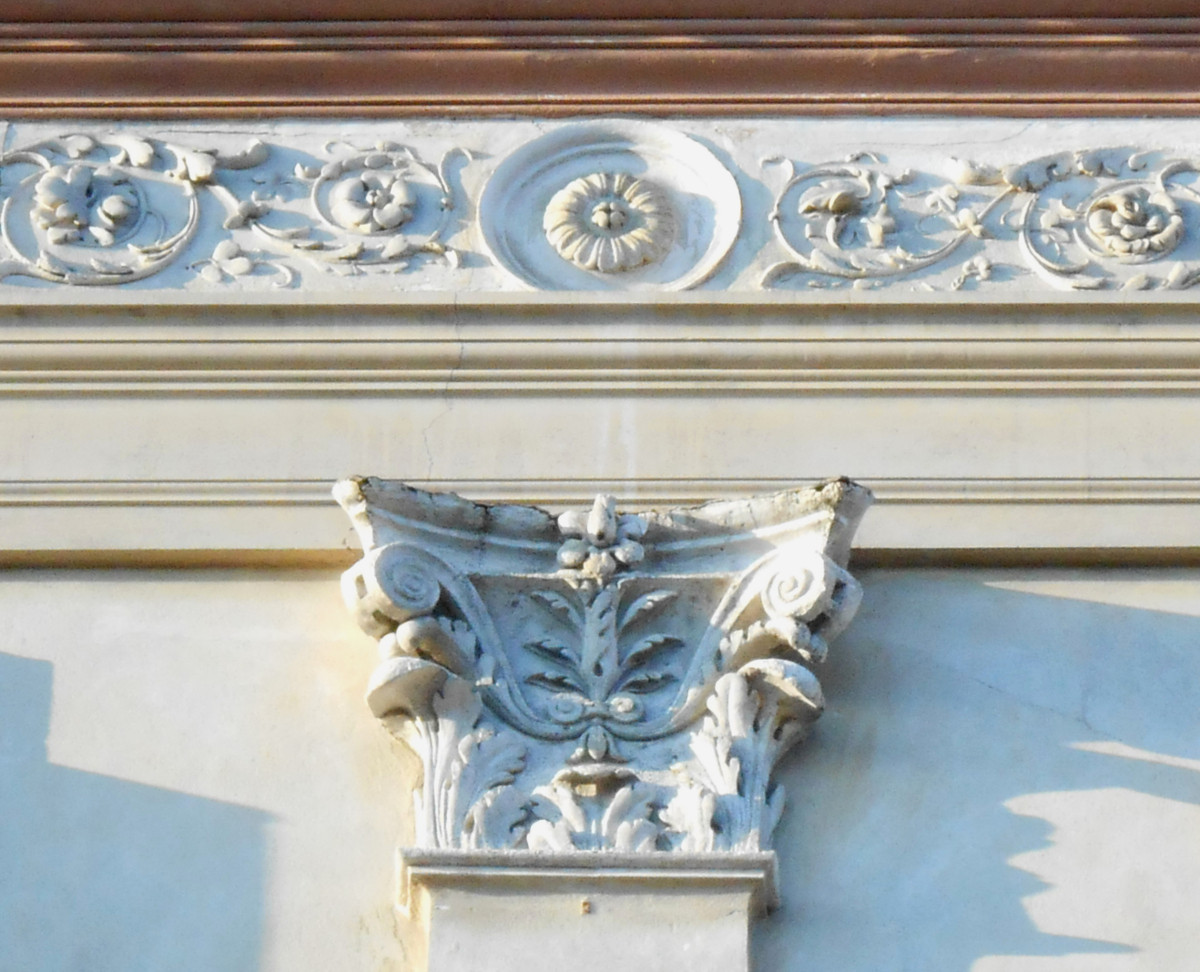
Capitello corinzio della lesena dell'ordine gigante